# Хъни
„Хъни“ (на английски: Honey) е американски танцов филм от 2003 г. на режисьора Били Удръф и във филма участват Джесика Алба, Меки Файфър, Джон Брайънт, Лил Ромео, Дейвид Москоу и др.

## Актьорски състав
| Актьор                  | Роля                                |
| ----------------------- | ----------------------------------- |
| Джесика Алба            | Хъни Даниелс, хореограф по хип-хоп  |
| Меки Файфър             | Чаз, бръснар, гадже на Хъни         |
| Ромео Милър (Лил Ромео) | Бени                                |
| Джой Брайънт            | Джина, приятелка на Хъни            |
| Дейвид Москоу           | Майкъл Елис, музикален продуцент    |
| Лонет Маккий            | Госпожа Кони Даниелс, майка на Хъни |
| Закари Ишая Уилямс      | Реймънд, брат на Бени               |
| Лори Ан Гибсън          | Катрина, враг на Хъни               |

## В България
В България филмът е пуснат по кината на 27 август 2003 г. от „Съни Филмс“.
На 13 октомври 2004 г. е издаден на VHS и DVD от „Съни Филмс“.
Филмът е излъчен по Нова телевизия с български войсоувър дублаж.